# گره گوردی

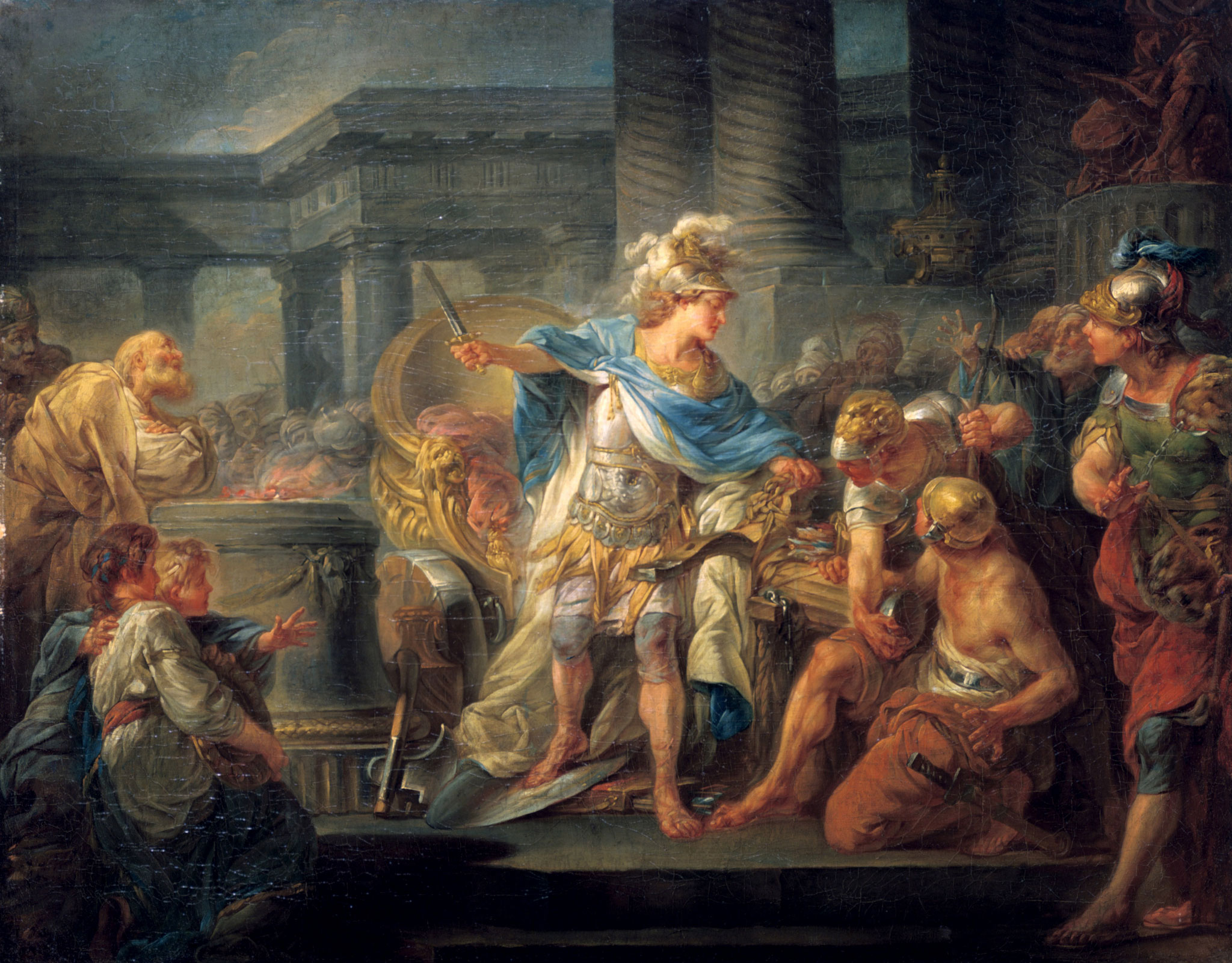
اسکندر گره گوردی را می‌برد اثر ژان-سیمون برتلومی

گره گوردی افسانه‌ای مرتبط با اسکندر  است. این عبارت به مشکلی اشاره دارد که به‌ظاهر لاینحل است ولی با راه‌حلی زیرکانه یا با تقلب رفع می‌شود.

## افسانه
مدتی بود که اهالی فریگیه بدون شاه مانده بودند. غیب‌گویی از تلمیسوس (پایتخت باستانی فریگیه) مقرر کرده بود که نخستین مردی که سوار بر ارابه وارد شهر شود، شاه فریگیه اعلام شود. دهقانی به نام گوردیاس سوار بر ارابه وارد شهر شد. جایگاه و منزلت او را پیشتر عقابی که بر روی ارابه‌اش نشسته بود و نشانه‌ای از خدایان دانسته می‌شد، نوید داده بود. گوردیاس را به محض ورود به شهر، شاه اعلام کردند. پسر او، میداس، به پاس شاه شدن پدرش، ارابهٔ او را به درگاه خدای فریگیه، سابازیوس (که یونانیان او را با زئوس مرتبط می‌دانستند)، اهدا کرد و بدین منظور ارابه را به یک تیرک یا تنهٔ یک درخت گره زد. گره به قدری کور و محکم بود که به هنگام ورود اسکندر به فریگیه در سدهٔ چهارم پیش از میلاد، همچنان ارابه سر جایش قرار داشت. در آن زمان فریگیه به یکی از ساتراپی‌های شاهنشاهی هخامنشیان مبدل شده بود.
در زمستان سال ۳۳۳ پیش از میلاد، اسکندر در فریگیه اردو زد و تلاش کرد تا گره را بگشاید. پس از آنکه نتواست سر گره را بیابد، با یک ضربهٔ شمشیر گره را به دو نیم کرد و برای گره دو سر جدید ایجاد کرد. آن شب هوا به‌شدت طوفانی شد. آریستاندر، پیشگوی اسکندر، خبر داد که این طوفان نشان از خوشحالی زئوس دارد و پیروزی‌های بسیاری برای اسکندر به همراه خواهد آورد. پس از آنکه اسکندر با یک ضربهٔ شمشیر گره را برید، زندگی‌نویسان او ادعا کردند که پیشتر غیبگویی از غیب خبر آورده‌است که هرکس گره را بگشاید، شاه آسیا خواهد شد.